# William Howard (Politiker)
William Howard (* 31. Dezember 1817 im Jefferson County, Virginia; † 1. Juni 1891 in Batavia, Ohio) war ein US-amerikanischer Politiker. Zwischen 1859 und 1861 vertrat er den Bundesstaat Ohio im US-Repräsentantenhaus.

## Werdegang
Der im heutigen West Virginia geborene William Howard besuchte die öffentlichen Schulen seiner Heimat. Nach einem anschließenden Jurastudium und seiner 1840 erfolgten Zulassung als Rechtsanwalt begann er in Batavia in diesem Beruf zu arbeiten. Zwischen 1845 und 1849 war er als Staatsanwalt tätig. Diese Zeit war unterbrochen durch seine aktive Teilnahme am Mexikanisch-Amerikanischen Krieg, in dem er als Leutnant einer Infanterieeinheit diente. Politisch schloss er sich der Demokratischen Partei an. Zwischen 1850 und 1852 gehörte er dem Senat von Ohio an.
Bei den Kongresswahlen des Jahres 1858 wurde Howard im sechsten Wahlbezirk von Ohio in das US-Repräsentantenhaus in Washington, D.C. gewählt, wo er am 4. März 1859 die Nachfolge von Joseph R. Cockerill antrat. Bis zum 3. März 1861 konnte er eine Legislaturperiode im Kongress absolvieren. Diese war von den Ereignissen im unmittelbaren Vorfeld des Bürgerkrieges geprägt. Zwischen August 1861 und Februar 1863 nahm Howard als Major im Heer der Union am Bürgerkrieg teil. Dabei war er erneut der Infanterie zugeteilt. Danach praktizierte er wieder als Anwalt. Er starb am 1. Juni 1891 in Batavia, wo er auch beigesetzt wurde.